# 狭羽毛蕨
狭羽毛蕨（学名：Cyclosorus angustus）为金星蕨科毛蕨属下的一个种。